# La Legge e il suo compimento
La Legge e il suo compimento è un discorso pronunciato da Gesù e riportato dal vangelo secondo Matteo. 

## Il discorso
Il discorso è in pratica una sezione del più ampio Discorso della Montagna. Gesù dice anzitutto di non essere venuto ad abolire la Legge di Mosè e gli insegnamenti dei profeti dell'Antico Testamento, ma di avere la missione di portarli a compimento. Continua poi con il cosiddetto "discorso delle antitesi", in cui cita cinque comandamenti della legge ebraica (non uccidere, non commettere adulterio, non giurare il falso, pratica la legge del taglione, ama il tuo prossimo e odia il tuo nemico), a cui segue l’espressione "ma io vi dico": Gesù invita non solo a non uccidere, ma anche a non adirarsi; non solo a non commettere adulterio, ma anche a non desiderare la donna di un altro; non solo a non giurare il falso, ma a non giurare affatto; invita a non vendicarsi praticando la legge del taglione, ma a porgere l'altra guancia; invita a non odiare il proprio nemico, ma ad amarlo.